# Hannoveranerknoten
Der Hannoveranerknoten ist als Krawattenknoten eine Möglichkeit eine Krawatte zu binden.

## Herkunft
Der Hannoveranerknoten ist nach dem Haus Hannover benannt, das im 18. und 19. Jahrhundert (bis 1901) die Könige des Königreichs Großbritannien und danach des Vereinigten Königreichs Großbritannien und Irland stellte. Auch das Haus Windsor, das seit 1901 die Monarchen stellt, entstammt diesem Haus. Der Krawattenknoten konnte sich „unter Traditionalisten nur teilweise durchsetzen“, was vermutlich daran liegen könnte, dass die Bindung (Start mit der Naht auf der Außenseite) bei den gebräuchlichsten Krawattenknoten unüblich ist.

## Beschreibung
Der Hannoveranerknoten ist eine Erweiterung des Windsorknotens, ist „etwas voluminöser“ als dieser und ist weniger verbreitet. Der Kragen wird ähnlich dem Cavendish-Knoten aufgefüllt.
Der Hannoveranerknoten ist symmetrisch bis asymmetrisch sowie dreieckig ist und gilt als „sehr eleganter Begleiter für alle Anlässe“, etwa „Beruf und Freizeit, aber auch für elegante Anlässe“. Symmetrie würde erreicht, wenn der Träger „jede einzelne Windung etwas festziehen“ würde. Empfohlen werden „leichte Stoffe und schmale Krawatten“, dick gefütterte Krawatten sei er „weniger geeignet“. Er eignet sich das Verwenden großer Krawatten durch kleine Männer. Gut ist er für einen Haifischkragen und einen Kent-Kragen geeignet.

## Bindung
Die Bindung erfolgt in sieben Schritten. Sie startet mit der Naht nach außen, woraufhin das breite Ende nach rechts unter dem dünnen Ende geführt wird. Das breite Ende kommt vorn über die Krawatte und kommt auf der linken Seite durch die Halsöffnung. Anstelle das breite Ende durch die Schlaufe auf der Vorderseite zu stecken, wird es auf der Rückseite von rechts nach links geführt. Auf dieser Seite wird das breite Ende von oben durch die Halsöffnung geführt, sodass zwei seitliche Windungen vorhanden sind. Nun wird kommt das breite Ende über die Vorderseite. Das breite Ende kommt durch die Halsöffnung nach hinten und wird durch die Schlaufe auf der Vorderseite gezogen.